# Sigeric I av Essex
Sigeric I av Essex, död 798, var en engelsk monark. Han var kung av Essex 758–798. 